# Clístenes de Atenas
Clístenes (570 a. C.-507 a. C.), en griego: Κλεισθένης / Kleisthénês, hijo de Megacles II y perteneciente a la familia de los Alcmeónidas, fue un político ateniense que introdujo el gobierno democrático en la antigua Atenas. La oligarquía ateniense era hostil a Clístenes, quien buscó el apoyo de la facción democrática, a cuyo frente estaba Iságoras, hijo de Tisandro. Ambos se disputarían el poder. Pero fracasó Iságoras en la contrarrevolución ayudado por el rey espartano Cleómenes I, el cual pidió —mediante un heraldo— pero no obtuvo el destierro de Clístenes por la imputación de los Alcmeónidas.
Clístenes había sido arconte durante la tiranía de Hipias, y ahora renunció a restablecer el antiguo orden, pero desde su cargo público legislador, y con la aprobación del pueblo ateniense, creó las bases de un nuevo estado basado en la isonomía o igualdad de los ciudadanos ante la ley. Asimismo creó la institución del ostracismo para evitar en lo posible todo intento de retorno de la tiranía.
Para favorecer sus propósitos efectuó (desde aproximadamente el 508 a. C.) una reconstrucción fundamental del sistema político ateniense, lo que le llevó a figurar entre los principales legisladores de la antigüedad, cronológicamente después del ateniense Solón.

## Reforma social de Clístenes
Una vez que las tribus primitivas fueron reemplazadas por diez nuevas tribus, constituidas artificialmente con los habitantes de varias regiones del Ática, según la organización de Clístenes, cada tribu pasó a estar compuesta tanto por habitantes de la ciudad, del interior rural, como de la costa, redistribución territorial que procuraba que ninguna tribu territorial coincidiera con la zona de influencia de un clan aristocrático, y que en la nueva tribu no primara un determinado elemento social.
Hubo que fijar el territorio de cada tribu a partir de elementos geográficos heterogéneos y a ser posible alejados entre sí.
Ello se realizó en tres etapas:
1. División del Ática en tres regiones de población equilibrada: zona central o Mesogea, zona marítima o Paralia, zona urbana o Asty, ninguna de las cuales constituía una región natural.
2. División de cada región en diez distritos o tritías, de población equivalente (cada una con un número variable de demos o municipios para eliminar antiguas comunidades gentilicias o culturales.
3. Agrupación de tres tritías (una de cada región) para formar una tribu o phýlē, con lo que en total resultaban diez.
Así, los miembros de las distintas tribus no tenían contactos personales en su totalidad ni intereses comunes. Esta distribución de los demos hacía que una tritís no representara nunca un conjunto geográfico uniforme, ya que estaba compuesta por demos dispersos en las tres regiones en que se había dividido el Ática. Caciquismo y partidos políticos territoriales quedaban muy mermados.
En este sentido, estableció diez filarcos en lugar de cuatro.
Según Aristóteles, fue la Pitia quien designó los diez héroes epónimos de las nuevas tribus atenienses. Los nombres de las diez tribus, citadas por su orden oficial, eran: Erectea, Egea, Pandionisia, Leóntida, Acamántide, Enea, Cecropia, Hipopóntide, Ayántide y Antioquea, escogiéndolos de entre un grupo de cien que los atenienses le presentaron.

## Reforma institucional de Clístenes, 508a.C

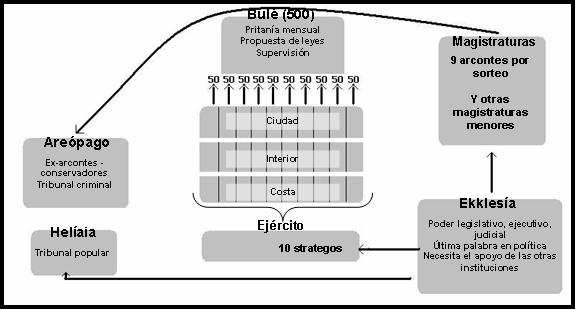

La principal innovación de Clístenes fue establecer como principio básico la «isonomía» o igualdad de todos los ciudadanos de Atenas ante la ley. Este principio menospreciaba los derechos en virtud de la herencia familiar (aristocracia) o de la riqueza (Timocracia de Solón).
La división mínima de los ciudadanos era el "démos" (plural: démoi), de los que habría ciento treinta y nueve, aunque no se entiende bien la función de los démoi. Toda la población se dividía también en treinta "tritías" y cada tres tritias formaban una "tribu" (phyle, phylai), existiendo diez tribus. La división en diez tribus determinaba la participación política. Los miembros de una misma tribu estaban distribuidos por todo el Ática, es decir, no era una división geográfica. Dentro de cada tribu, se dividió también en tres regiones (costa, ciudad e interior), de tal modo que dentro de cada tribu existían personas de las tres regiones. Se cree que la intención de Clístenes fue mezclar a la población para que trabajaran codo con codo personas con diferentes intereses políticos.
Era corriente que los políticos, por ejemplo los miembros de la Boulé o bouleutas, fueran elegidos por sorteo. El sorteo es el sistema de elección típico de la democracia participativa, es decir, los antiguos griegos creían que cualquier ciudadano sin distinción estaba capacitado para la función política. Así, cualquier demôtas podía ser también un politês. El sistema opuesto hubiera sido la votación, en que los votantes eligen a "los mejores" (aristoi). El sorteo se aplicó también a la elección de los arcontes por la Ekklesía, pero se mantuvo la restricción a las dos primeras clases sociales, que también conservaban el privilegio del acceso a otra magistratura superior, la tesorería.
Ya que la Boulé se componía de 500 ciudadanos, cincuenta de cada tribu, así se obligaba a que todos los ciudadanos del Ática trabajasen juntos teniendo en cuenta los diferentes intereses de cada región y de cada tribu. Además, cada mes obtenían la presidencia de la Boulé (pritanía) los cincuenta representantes de una de las tribus, de forma rotatoria según el nuevo calendario. La Boulé promovía la discusión de temas en la Ekklesía, la convocaba y le hacía proposiciones de ley.
La Ekklesía o Asamblea de ciudadanos, compuesta por todos los varones nacidos en Atenas, mayores de dieciocho años, discutía y votaba, teniendo la última palabra. Así, la Ekklesía se convertía definitivamente en el principal órgano de decisión en todos los ámbitos. Elegía también por sorteo a los miembros de la Heliea o Tribunal de Justicia, así como a los magistrados mayores (arcontes, estrategos, tesoreros, etc.) y menores (astinomios o del orden, agoranomios o de mercados, carceleros, etc). Todos los ciudadanos podían convertirse en magistrados, sin restricciones. Como hemos dicho, las magistraturas superiores se reservan a los propietarios ricos, si bien, éstos deben desempeñarlas a favor de los intereses de la opinión pública.
El Areópago o Consejo aristocrático quedaba marginado de las grandes decisiones y reducido a órgano consultivo y consejero, o tribunal criminal de cuestiones de sangre. Se componía de los exarcontes, de modo que indirectamente los miembros eran elegidos por la Ekklesía.
Para controlar a la Ekklesía, en tiempos de Efialtes y Pericles, se establecieron los nomophylakes o Guardianes de la Ley, que podían iniciar procesos de veto a las decisiones de la Ekklesía (graphé para nomon). Para que todos los ciudadanos pudieran usar su tiempo en las discusiones de la Ekklesía, sin perder días de trabajo se estableció un salario o mistophoria para todos los asamblearios. Además, se instituyó el ostracismo o destierro político. La credibilidad de los magistrados era escrutada antes de su gestión (dokimasia) y también después de su gestión debían rendir cuentas (euthyna).
Uno de los dos eventos centrales que conduciría a Atenas hacia la democracia plenaria está dado por el hecho de que el diseño institucional impuesto por Clístenes (el segundo evento está dado por Pericles), en cierto modo, configuraba un gobierno en el que se equilibraban componentes democráticos y componentes aristocráticos, no obstante, el componente democrático tenía un perfil más acentuado, porque cuando existían conflictos entre el aréopago y el consejo, la asamblea tenía la última palabra.

## Reforma según Aristóteles
El pueblo tenía confianza en Clístenes, el cual se hallaba entonces a la cabeza de las masas, tres años después del derrocamiento de los tiranos, durante el arcontado de Iságoras. Lo primero que hizo fue repartir a todos los ciudadanos en diez tribus en vez de las cuatro antiguas (...)  con el fin de que participaran más personas en la vida política (...)  Hizo después la boulé de quinientos miembros en vez de cuatrocientos, cincuenta de cada tribu (...)  Dividió además el territorio en treinta partes atendiendo a los demoi: en diez partes la ciudad y alrededores, en otras diez la ribera y en diez también el interior. Llamó a estas treinta partes tritias y adjudicó por sorteo tres a cada tribu de forma que cada una de ellas participara de todas las comarcas (...)  Los atenienses se llamaban a sí mismos por los demoi. Creó también demarcos (...)  Con estos cambios, la constitución se hizo mucho más democrática que la de Solón.
(Aristóteles, Constitución de los Atenienses, 21 s.)
| Predecesor: Hipias | Arconte 525 a. C. - 524 a. C. | Sucesor: Milcíades II |